# Yokosuka K5Y
Chiếc Yokosuka K5Y là một kiểu máy bay huấn luyện cánh kép trung cấp hai chỗ ngồi với hai tầng cánh không bằng nhau, được Hải quân Đế quốc Nhật Bản sử dụng trong Thế Chiến II, và được phe Đồng Minh đặt tên mã là Willow.

## Thiết kế và phát triển
Kiểu máy bay này được dựa trên thiết kế của chiếc máy bay huấn luyện Yokosuka Loại 91, nhưng những vấn đề về ổn định khiến cho hãng Kawanishi phải thiết kế lại nó vào năm 1933. Nó được đưa ra hoạt động vào năm 1934 như là kiểu máy bay hoạt động trên đất liền K5Y1 với một bộ càng đáp cố định, và được tiếp tục sử dụng trong suốt cuộc chiến tranh. Những kiểu thủy phi cơ K5Y2 và K5Y3 cũng được chế tạo. Sau khi 60 chiếc đầu tiên được chế tạo bởi Kawanishi, việc chế tạo được tiếp tục bởi Watanabe (556 chiếc), Mitsubishi (60 chiếc), Hitachi (1.393 chiếc), Xưởng Kỹ thuật Không lực Hải quân thứ nhất (75 chiếc), Nakajima (24 chiếc), Nippon (2.733 chiếc), và Fuji (896 chiếc), nâng tổng số máy bay là 5.770 chiếc.

## Lịch sử hoạt động
Do có nước sơn bên ngoài màu cam sáng (được áp dụng cho tất cả các kiểu máy bay huấn luyện quân sự Nhật Bản nhằm dễ nhận biết), nó được đặt tên lóng là "aka-tombo", hay "chuồn chuồn đỏ", theo tên một loại côn trùng phổ biến khắp nước Nhật.
Những chiếc máy bay này là lực lượng huấn luyện nòng cốt của Không lực Hải quân Đế quốc Nhật Bản; và vì là kiểu máy bay huấn luyện trung cấp, chúng có khả năng thực hiện các động tác thao diễn cần thiết.

## Các phiên bản
- K5Y1: Máy bay huấn luyện trung cấp hai chỗ ngồi của Hải quân Đế quốc Nhật Bản.
- K5Y2: Phiên bản thủy phi cơ, trang bị động cơ Amakaze 11.
- K5Y3: Phiên bản thủy phi cơ, trang bị động cơ Amakaze 21 công suất 384 kW (515 mã lực).
- K5Y4: Phiên bản dự định, trang bị động cơ Amakaze 21A công suất 358 kW (480 mã lực).
- K5Y5: Phiên bản dự định, trang bị động cơ Amakaze 15 công suất 384 kW (515 mã lực).

## Các nước sử dụng
Nhật Bản
- Hải quân Đế quốc Nhật Bản

## Đặc điểm kỹ thuật (K5Y1)

### Đặc tính chung
- Đội bay: 02 người
- Chiều dài: 8,05 m (26 ft 5 in)
- Sải cánh: 11,0 m (36 ft 1 in)
- Chiều cao: 3,20 m (10 ft 6 in)
- Diện tích bề mặt cánh: 27,7 m² (298,2 ft²)
- Trọng lượng không tải: 1.000 kg (2.205 lb)
- Trọng lượng cất cánh tối đa: 1.500 kg (3.307 lb)
- Động cơ: 1 x động cơ Hitachi Amakaze 11 9 xy lanh bố trí hình tròn làm mát bằng không khí, công suất 300 mã lực (225 kW)

### Đặc tính bay
- Tốc độ lớn nhất: 212 km/h (132 mph)
- Tốc độ bay đường trường: 138 km/h (86 mph)
- Tầm bay tối đa: 1.020 km (635 mi)
- Trần bay: 5.700 m (18.700 ft)
- Tốc độ lên cao: 3,7 m/s (730 ft/min)

### Vũ khí
- 1 x súng máy Kiểu 89 7,7 mm (0,303 in) gắn cố định bắn hướng ra trước
- 1 x súng máy Kiểu 92 7,7 mm (0,303 in) gắn xoay tròn
- cho đến 100 kg (220 lb) bom gắn trên đế ngoài

## Nội dung liên quan

### Máy bay tương tự
- Arado Ar 66
- Avro 626
- Breda Ba.25

### Trình tự thiết kế
K3M - K5Y - K11W

### Danh sách liên quan
- Danh sách máy bay quân sự giữa hai cuộc chiến tranh thế giới
- Danh sách máy bay trong Chiến tranh Thế giới II
- Danh sách máy bay chiến đấu
- Danh sách máy bay quân sự Nhật Bản